# 4-甲氧基吲哚-3-乙腈
4-甲氧基吲哚-3-乙腈（英语：Arvelexine）是一种有机化合物，化学式为C11H10N2O。它可以4-甲氧基吲哚-3-甲醛和硝基甲烷为原料，经多步反应制得。在黑芥子酶催化下，它可以水解为4-甲氧基吲哚-3-甲酸。